# 奥斯特尔斯海姆
奥斯特尔斯海姆是德国巴登-符腾堡州的一个市镇。总面积9.23平方公里，总人口2437人，其中男性1240人，女性1197人（2011年12月31日），人口密度264人/平方公里。